# Carex acocksii
Espèce
Classification phylogénétique
Carex acocksii est une espèce de plantes du genre Carex et de la famille des Cyperaceae.